# La Chapelle-Bayvel
Chapelle-Bayvel – miejscowość i gmina we Francji, w regionie Normandia, w departamencie Eure.
Według danych na rok 1990 gminę zamieszkiwało 189 osób, a gęstość zaludnienia wynosiła 39 osób/km² (wśród 1421 gmin Górnej Normandii Chapelle-Bayvel plasuje się na 712. miejscu pod względem liczby ludności, natomiast pod względem powierzchni na miejscu 700.).